# 이집트의 세계유산

이집트의 세계유산은 세계문화유산의 등록기준 조건을 충족하여 세계유산위원회를 거쳐 등록된 이집트의 세계유산을 일컫는다. 이집트는 6건의 세계유산과 1건의 자연유산을 보유하고 있으며, 문화유산 중 1건은 위험에 처한 세계유산으로 분류되었다. 

## 목록

### 문화유산
| No. | 사진 | 등록명                                                      | 소재지         | 등록년도 | 등록기준          | 유네스코 지정번호 | 비고                          |
| 1   |      | 멤피스와 네크로폴리스 - 기자에서 다슈르까지의 피라미드 지역 | 기자주         | 1979년   | (ⅰ), (ⅲ), (ⅵ)     | 86                |                               |
| 2   |      | 고대 테베와 네크로폴리스                                    | 룩소르주       | 1979년   | (ⅰ), (ⅲ), (ⅵ)     | 87                |                               |
| 3   |      | 누비아 유적 - 아부 심벨에서 필레까지                        | 아스완주       | 1979년   | (ⅰ), (ⅲ), (ⅵ)     | 88                |                               |
| 4   |      | 역사도시 카이로                                             | 카이로주       | 1979년   | (ⅰ), (ⅴ), (ⅵ)     | 89                |                               |
| 5   |      | 아부 메나 그리스도교 유적                                   | 알렉산드리아주 | 1979년   | (ⅳ)               | 90                | 위험에 처한 세계유산 (2001년) |
| 6   |      | 성 캐트린 지구                                              | 자누브시나주   | 2002년   | (ⅰ), (ⅲ) (ⅳ), (ⅵ) | 954               |                               |

### 자연유산
| No. | 사진 | 등록명                   | 소재지   | 등록년도 | 등록기준 | 유네스코 지정번호 | 비고 |
| 1   |      | 와디 알 히탄 (고래 계곡) | 파이윰주 | 2005년   | (ⅷ)      | 889               |      |